# Norbanus meridionalis
Norbanus meridionalis är en stekelart som först beskrevs av Masi 1922.  Norbanus meridionalis ingår i släktet Norbanus och familjen puppglanssteklar. Arten är reproducerande i Sverige. Inga underarter finns listade i Catalogue of Life.